# Eclissi solare del 5 febbraio 1962
L'eclissi solare del 5 febbraio 1962 è un evento astronomico che ha avuto luogo il suddetto giorno attorno alle ore 0.12 UTC.
L'eclissi, di tipo totale, è avvenuta ampiamente sul mare ma è stata visibile in alcune parti dell'Asia (India e Indonesia), dell'Oceania (Australia e Papua Nuova Guinea), del Nord America (Stati Uniti d'America) e dell'Oceano Pacifico.
La durata della fase massima dell'eclissi è stata di 4 minuti e 8 secondo e l'ombra lunare sulla superficie terrestre raggiunse una larghezza di 147 km; Il punto di massima totalità era in mare lontano da qualsiasi terra emersa.
L'eclissi del 5 febbraio 1962 divenne la prima eclissi solare nel 1962 e la 142ª nel XX secolo. La precedente eclissi solare si è verificata l'11 agosto 1961, la seguente il 31 luglio 1962.

## Osservazioni
La Kyoto University, del Giappone, ha inviato una squadra di osservatori al porto orientale di Lae, la seconda città più popolosa sotto il territorio commissionato della Papua Nuova Guinea; il gruppo ha analizzato lo spettro con metodi spettrofotometrici e ha misurato la luminosità della corona interna.

## Eclissi correlate

### Eclissi solari 1961 - 1964
Questa eclissi è un membro di una serie semestrale. Un'eclissi in una serie semestrale di eclissi solari si ripete approssimativamente ogni 177 giorni e 4 ore (un semestre) in nodi alternati dell'orbita della Luna.

### Ciclo di Saros 130
Questa eclissi fa parte del ciclo di Saros 130, che si ripete ogni 18 anni, 11 giorni, contenente 73 eventi. La serie è iniziata con un'eclissi solare parziale il 20 agosto 1096. Contiene eclissi totali dal 5 aprile 1475 al 18 luglio 2232. Non ci sono eclissi anulari nella serie. La serie termina al membro 73 con un'eclissi parziale il 25 ottobre 2394. La durata più lunga della totalità è stata di 6 minuti e 41 secondi l'11 luglio 1619. Tutte le eclissi di questa serie si verificano nel nodo discendente della Luna.